# 消滅都市
《消滅都市》是由GREE旗下子公司Wright Flyer Studios所開發的手機遊戲，2014年5月26日在日本iOS、Android平台同時發佈。遊戲先後在2016年11月17日及2018年11月25日改版為《消滅都市2》及《消滅都市0.》。2019年6月6日改版為《消滅都市》。2021年6月29日twitter發布停止更新角色與活動，只輪替復刻舊活動，更改為連線式單機遊戲。2024年7月16日進行最終更新，更改為離線版。
中國大陸版於2015年11月12日發佈。
繁體中文版由戰谷代理，於2016年6月1日發佈，2017年9月19日改版為《消滅都市2》；2018年3月30日結束營運。
2018年5月27日，日本官方宣布由MADHOUSE動畫化以及新開發TV掌機遊戲衍伸作品。

## 劇情簡介
3年前，一座都市被『消滅』了！
3年後，拓也接到委託，和神秘少女小雪前往人稱『失落之地』的消滅都市展開意想不到的旅程……

## 角色介紹

### 主要人物
拓也（聲：杉田智和）
原是普通的送貨員，後因接受委託而從謎之組織手中救出被囚禁的神秘少女小雪，兩人就此展開了一連串的冒險旅程......
小雪（聲：花澤香菜）
被拓也從組織手中救出的神秘少女，擁有召喚魂體的能力，父母捲入消滅事件而下落不明，為了尋找父親而向拓也提出了委託...

### 次要人物
研究員（聲：新垣樽助）
小雪父親的同事，曾和小雪父親一起研究平行世界。委託拓也從謎之組織救出小雪的人。
調查員（聲：中惠光城）
拓也以前偵探組織的同事，兩人曾是戀人。
祖克柏（聲：西村太佑）
拓也的朋友、大學同學，個性懦弱相當依賴拓也，但擁有優秀的電腦作業能力。
仲介商人（聲：福田賢二）
靠著買賣個人資料賺錢的商人，很有生意頭腦，賣給拓也和小雪消滅都市的人口資料，使得小雪可以召喚他們。
蒼真（聲：少年 - 朝井彩加、青年 - 入野自由）
小雪的弟弟，在消滅發生後下落不明。
月（聲：遊戲 - 朝井彩加、動畫 - 今井麻美）
為謎之組織工作，女科學家，曾經是小雪爸爸的同事，在都市消滅時失蹤，個性也變的和之前有些不同。
太陽（聲：高橋英則）
男科學家，曾經也是小雪爸爸的同事，在消滅後為謎之組織工作，進行許多魂體實驗，目的是讓魂體的力量能被加以利用。
銀河（聲：拝真之介）
擁有操作波動物質的能力，在謎之組織地位似乎很崇高。
麗莎（聲：淵上舞）
偵探組織的成員，以前拓也的上司。
浩太（聲：高橋信）
偵探組織成員，麗莎的手下。
宇宙（聲：山本彩乃）
目前只在謎之組織的對話中出現過的人物，擁有超越想像力的強大力量。
明（聲：中村悠一）
小雪家的保鑣，在發生消滅時因沒保護好蒼真和小雪而感到自責。
主任（聲：安元洋貴）
於第二次消滅中登場的角色，認識小雪，和小雪的過去有些隱情。
桔梗（聲：愛美）
於第二次消滅中登場，量子論及平行世界的研究員，小雪爸爸以前的同事。
菘（聲：佐倉綾音）
於第二次消滅登場的謎之組織裡的神秘少女，和小雪同齡個性卻冰冷無情，似乎認識桔梗且十分恨她。

## 用語
失落之地
三年前被消滅的都市，後來被稱「失落之地」，凡是進入過的人都會產生如人格分裂、失憶、精神障礙等精神疾病。後得知該地連接著平行世界，並與謎之組織的計畫有密切關聯。
波動性的物質
失落之地裡充滿的「物質」，使人精神變不正常的元兇，實際上是虛構出的假想物並不存在，本質為接近失落之地導致平行世界的記憶大量進入腦內產生錯亂的副作用。
魂珠
雪的力量並不完全，需要靠拓也（玩家）在路上收集魂珠才能攻擊敵人。
魂體
類似於靈魂的存在，大部分為被消滅所波及死亡的人，極少數也能透過特殊手段使人「魂體化」。成因來自謎之組織打開平行世界黑洞引發消滅，人死亡後所產生的記憶實體化現象，一般來說屬於無意識，但只要魂體有理解該狀態的認知就有可能出現擁有自我意識的魂體。
謎之組織
一切都是謎的組織，開啟失落之地的原因似乎和自己的世界所發生的「第三次大戰」有關。
偵探組織
拓也和調查員曾待過的組織，據拓也描述待在裡面有些「不得不的事情」。
觀測者
謎之組織偶爾會提到的名詞，但是指什麼便不得而知。

## 電視動畫

### 製作人員
- 原作：消滅都市（WFS）
- 監督：宮繁之
- 助監督：室谷靖
- 系列構成：入江信吾
- 人物設定：下谷智之
- 副人物設定：日向正樹
- 主動畫師：才木康寛、水谷正之
- 美術監督：黛昌樹
- 色彩設計：長澤諒司
- 3DCG監督：難波克毅
- 攝影監督：宮田崇弘、蔡伯崙
- 編輯：木村佳史子
- 音響監督：本山哲
- 音樂：川井憲次
- 音樂製作：波麗佳音
- 動畫製作：MADHOUSE
- 制作：消滅都市製作委員會

### 主題曲
片頭曲「答」
作詞、作曲、主唱：阿部真央，編曲：akkin
片尾曲
「Swallowtail Butterfly ～愛之歌～ from 消滅都市」（第1話）
作詞：岩井俊二、CHARA、小林武史，作曲：小林武史，編曲：宮崎京一，主唱：小雪（花澤香菜）
「With Your Breath」（第3－7、9－11話）
作詞：太田彩華、俊龍，作曲：俊龍，編曲：山口高始，主唱：SPR5［焰（社本悠）、娜美（岩井映美里）、遙（直田姫奈）、蕾娜（大西亞玖璃）、由雅（園山光）］
「Hello, Again ～在以前的某處～ from 消滅都市」（第8、12話）
作詞：小林武史，作曲：藤井謙二、小林武史，編曲：fu_mou，主唱：小雪（花澤香菜）
插曲
（第1話）
作詞、作曲：俊龍，編曲：Sizuk，主唱：SPR5［焰（社本悠）、娜美（岩井映美里）、遙（直田姫奈）、蕾娜（大西亞玖璃）、由雅（園山光）］
（第1話）
作詞、作曲、編曲：Wiggy，主唱：SPR5［焰（社本悠）、娜美（岩井映美里）、遙（直田姫奈）、蕾娜（大西亞玖璃）、由雅（園山光）］
（第10話）
作詞：俊龍，作曲、編曲：，主唱：SPR5［焰（社本悠）、娜美（岩井映美里）、遙（直田姫奈）、蕾娜（大西亞玖璃）、由雅（園山光）］
「Welcome Wonder Land」（第10話）
作詞、作曲、編曲：NOVECHIKA、TETTA，主唱：由雅（園山光）from SPR5

### 各話列表
| 話數 | 日文標題 | 中文標題 | 劇本     | 分鏡     | 演出             | 作畫監督                                                                           | 總作畫監督        |
| ---- | -------- | -------- | -------- | -------- | ---------------- | ---------------------------------------------------------------------------------- | ----------------- |
| #01  |          | 消滅     | 入江信吾 | 宮繁之   | 室谷靖           | 翁長久美子                                                                         | 下谷智之 日向正樹 |
| #02  |          | 犧牲     | 入江信吾 | 宮繁之   | 北川朋哉         | Kim Heekang、Kim Daehoon                                                           | 下谷智之 日向正樹 |
| #03  |          | 記憶     | 入江信吾 | 宮繁之   | 南川達馬、宮繁之 | 齊藤格、中尾高之、丸英男                                                           | 下谷智之 日向正樹 |
| #04  |          | 疑惑     | 入江信吾 | 宮繁之   | 高村雄太         | 三好和也、小林明美                                                                 | 日向正樹          |
| #05  |          | 愛情     | 入江信吾 | 北川朋哉 | 佐佐木達也       | Kim Suho、Hwang Youngsik                                                           | 下谷智之 日向正樹 |
| #06  |          | 訣別     | 入江信吾 | 宮繁之   | 松村政輝、室谷靖 | 翁長久美子、中尾高之、野田友美 宮前真一、室山祥子                                  | 日向正樹          |
| #07  |          | 後悔     | 入江信吾 | 佐山聖子 | 白石道太         | 小畑賢、挽本敦子、桐谷真咲                                                         | 下谷智之 日向正樹 |
| #08  |          | 選擇     | 入江信吾 | 下司泰弘 | 北川朋哉         | 三好和也、宮前真一、齊藤格 小林明美                                                | 日向正樹          |
| #09  |          | 命運     | 入江信吾 | 吉川博明 | 西畑佑紀         | Kim Heekang、Kwon Yongsang                                                         | 下谷智之 日向正樹 |
| #10  |          | 決斷     | 入江信吾 | 佐山聖子 | 佐佐木達也       | Hwang Youngsik、Kim Yunjeong、Lee Eunyeong Lee Dongik、Lee Junggwon、Hwang Mijeong | 日向正樹          |
| #11  |          | 信賴     | 入江信吾 | 宮繁之   | 殿勝秀樹         | 中尾高之、室山祥子、野田友美 翁長久美子                                            | 下谷智之          |
| #12  |          | 未來     | 入江信吾 | 宮繁之   | 松村政輝、室谷靖 | 阿部純子、齊藤格、三好和也 宮前真一、小畑賢                                        | 日向正樹          |

### 藍光與DVD
| 卷數 | 發售日期      | 收錄話數        | 規格編號   | 規格編號   |
| 卷數 | 發售日期      | 收錄話數        | 藍光版     | DVD版      |
| ---- | ------------- | --------------- | ---------- | ---------- |
| 1    | 2019年6月19日 | 第1話 ~ 第3話   | PCXP-50671 | PCBP-53751 |
| 2    | 2019年7月17日 | 第4話 ~ 第6話   | PCXP-50672 | PCBP-53752 |
| 3    | 2019年8月21日 | 第7話 ~ 第9話   | PCXP-50673 | PCBP-53753 |
| 4    | 2019年9月18日 | 第10話 ~ 第12話 | PCXP-50674 | PCBP-53754 |

## 外部連結
- 《消滅都市》官方網站 （页面存档备份，存于）（日語）
- 遊戲官方的X（前Twitter）（日語）
- 電視動畫《消滅都市》官方網站 （页面存档备份，存于）（日語）
- 動畫官方的X（前Twitter）（日語）